# Автоматична гвинтівка Knötgen
Автоматична гвинтівка Knötgen це двоствольна німецька автоматична гвинтівка. Кулемет розроблений на базі цієї гвинтівки мав назву Knötgen maschinengewehr.
Автоматична гвинтівка Knötgen являла собою двоствольний легкий кулемет з магазинним живлення та напіввільним затвором. Вона мала два затвори та пружинний буфер, а також важіль для зведення розташований в прикладі.